# 斑點暗澳鮨
斑點暗澳鮨，為輻鰭魚綱鱸形目鱸亞目鮨科的其中一種，分布於西印度洋區，包括模里西斯、馬爾地夫、斯里蘭卡等海域，棲息深度35-50公尺，體長可達6公分，生活在水流快速的礫石底質海域，為底棲性魚類，屬肉食性，生活習性不明。

## 擴展閱讀
維基物種上的相關：斑點暗澳鮨